# فهرست بازیکنانی که در چندین جام جهانی فوتبال حضور داشتند

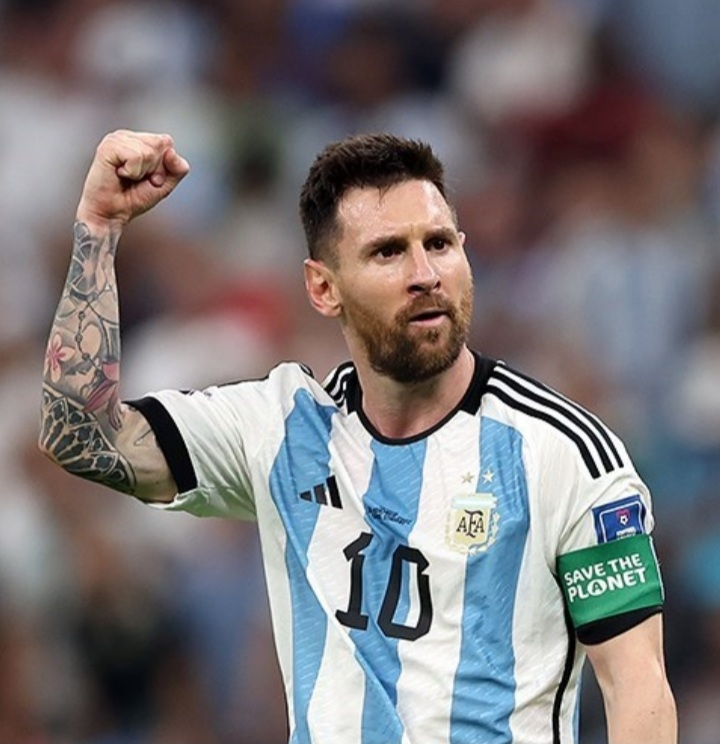
لیونل مسی بازیکنی است که بیشترین بازی را در جام جهانی فوتبال انجام داده‌است و یکی از پنج بازیکنی است (به همراه آنتونیو کارباخال و رافائل مارکز و لوتار ماتئوس و کریستیانو رونالدو) که در پنج دورهٔ مختلف جام جهانی وارد زمین شده‌اند.

در جام جهانی فوتبال بازیکنان مرد زیر حداقل در چهار تورنمنت فینال در ترکیب تیم ملی‌شان حضور داشتند.

## تورنمنت‌ها
| تیم                 | بازیکن              | در ترکیب | بازی‌های انجام‌شده | تورنمنت‌ها !!ارجاع            |                                         |
| ------------------- | ------------------- | -------- | ---------------- | ---------------------------- | --------------------------------------- |
| آرژانتین            | لیونل مسی           | ۵        | ۵                | ۲۰۰۶، ۲۰۱۰، ۲۰۱۴، ۲۰۱۸، ۲۰۲۲ | [ fp ۱ ] [ fl ۱ ]                       |
| مکزیک               | آنتونیو کارباخال    | ۵        | ۵                | ۱۹۵۰، ۱۹۵۴، ۱۹۵۸، ۱۹۶۲، ۱۹۶۶ | [ fp ۲ ]                                |
| آلمان               | لوتار ماتئوس        | ۵        | ۵                | ۱۹۸۲، ۱۹۸۶، ۱۹۹۰، ۱۹۹۴، ۱۹۹۸ | [ fp ۳ ]                                |
| مکزیک               | رافائل مارکز        | ۵        | ۵                | ۲۰۰۲، ۲۰۰۶، ۲۰۱۰، ۲۰۱۴، ۲۰۱۸ | [ fp ۴ ] [ fl ۲ ]                       |
| عربستان سعودی       | سامی الجابر         | ۴        | ۴                | ۱۹۹۴، ۱۹۹۸، ۲۰۰۲، ۲۰۰۶       | [ fp ۵ ]                                |
| ایالات متحده آمریکا | دامارکوس بیزلی      | ۴        | ۴                | ۲۰۰۲، ۲۰۰۶، ۲۰۱۰، ۲۰۱۴       | [ fp ۶ ]                                |
| سوئیس               | والون بهرامی        | ۴        | ۴                | ۲۰۰۶، ۲۰۱۰، ۲۰۱۴، ۲۰۱۸       | [ fp ۷ ] [ fl ۳ ]                       |
| ایتالیا             | جوزپه برگومی        | ۴        | ۴                | ۱۹۸۲، ۱۹۸۶، ۱۹۹۰، ۱۹۹۸       | [ fp ۸ ]                                |
| برزیل               | کافو                | ۴        | ۴                | ۱۹۹۴، ۱۹۹۸، ۲۰۰۲، ۲۰۰۶       | [ fp ۹ ]                                |
| استرالیا            | تیم کیهیل           | ۴        | ۴                | ۲۰۰۶، ۲۰۱۰، ۲۰۱۴، ۲۰۱۸       | [ fp ۱۰ ] [ fl ۴ ]                      |
| پاراگوئه            | دنیس کانیزا         | ۴        | ۴                | ۱۹۹۸، ۲۰۰۲، ۲۰۰۶، ۲۰۱۰       | [ fp ۱۱ ]                               |
| ایتالیا             | فابیو کاناوارو      | ۴        | ۴                | ۱۹۹۸، ۲۰۰۲، ۲۰۰۶، ۲۰۱۰       | [ fp ۱۲ ]                               |
| اسپانیا             | ایکر کاسیاس         | ۴        | ۴                | ۲۰۰۲، ۲۰۰۶، ۲۰۱۰، ۲۰۱۴       | [ fp ۱۳ ]                               |
| کامرون              | ساموئل اتوئو        | ۴        | ۴                | ۱۹۹۸، ۲۰۰۲، ۲۰۱۰، ۲۰۱۴       | [ fp ۱۴ ]                               |
| مکزیک               | آندرس گواردادو      | ۴        | ۴                | ۲۰۰۶، ۲۰۱۰، ۲۰۱۴، ۲۰۱۸       | [ fp ۱۵ ] [ fl ۵ ]                      |
| فرانسه              | تیری آنری           | ۴        | ۴                | ۱۹۹۸، ۲۰۰۲، ۲۰۰۶، ۲۰۱۰       | [ fp ۱۶ ]                               |
| اسپانیا             | ژاوی هرناندز        | ۴        | ۴                | ۲۰۰۲، ۲۰۰۶، ۲۰۱۰، ۲۰۱۴       | [ fp ۱۷ ]                               |
| کرهٔ جنوبی           | هونگ میونگ-بو       | ۴        | ۴                | ۱۹۹۰، ۱۹۹۴، ۱۹۹۸، ۲۰۰۲       | [ fp ۱۸ ]                               |
| اسپانیا             | آندرس اینیستا       | ۴        | ۴                | ۲۰۰۶، ۲۰۱۰، ۲۰۱۴، ۲۰۱۸       | [ fp ۱۹ ] [ fs ۱ ]                      |
| آلمان               | میروسلاو کلوزه      | ۴        | ۴                | ۲۰۰۲، ۲۰۰۶، ۲۰۱۰، ۲۰۱۴       | [ fp ۲۰ ]                               |
| ایتالیا             | پائولو مالدینی      | ۴        | ۴                | ۱۹۹۰، ۱۹۹۴، ۱۹۹۸، ۲۰۰۲       | [ fp ۲۱ ]                               |
| آرژانتین            | دیگو مارادونا       | ۴        | ۴                | ۱۹۸۲، ۱۹۸۶، ۱۹۹۰، ۱۹۹۴       | [ fp ۲۲ ]                               |
| آرژانتین            | خاویر ماسچرانو      | ۴        | ۴                | ۲۰۰۶، ۲۰۱۰، ۲۰۱۴، ۲۰۱۸       | [ fp ۲۳ ] [ fl ۱ ]                      |
| برزیل               | پله                 | ۴        | ۴                | ۱۹۵۸، ۱۹۶۲، ۱۹۶۶، ۱۹۷۰       | [ fp ۲۴ ]                               |
| اسپانیا             | سرخیو راموس         | ۴        | ۴                | ۲۰۰۶، ۲۰۱۰، ۲۰۱۴، ۲۰۱۸       | [ fp ۲۵ ] [ fs ۱ ]                      |
| ایتالیا             | جانی ریورا          | ۴        | ۴                | ۱۹۶۲، ۱۹۶۶، ۱۹۷۰، ۱۹۷۴       | [ fp ۲۶ ]                               |
| اروگوئه             | پدرو روچا           | ۴        | ۴                | ۱۹۶۲، ۱۹۶۶، ۱۹۷۰، ۱۹۷۴       | [ fp ۲۷ ]                               |
| پرتغال              | کریستیانو رونالدو   | ۴        | ۴                | ۲۰۰۶، ۲۰۱۰، ۲۰۱۴، ۲۰۱۸       | [ fp ۲۸ ] [ fs ۱ ]                      |
| برزیل               | دیژالما سانتوس      | ۴        | ۴                | ۱۹۵۴، ۱۹۵۸، ۱۹۶۲، ۱۹۶۶       | [ fp ۲۹ ]                               |
| آلمان               | کارل-هاینتس شنلینگر | ۴        | ۴                | ۱۹۵۸، ۱۹۶۲، ۱۹۶۶، ۱۹۷۰       | [ fp ۳۰ ]                               |
| بلژیک               | انزو شیفو           | ۴        | ۴                | ۱۹۸۶، ۱۹۹۰، ۱۹۹۴، ۱۹۹۸       | [ fp ۳۱ ]                               |
| آلمان               | اووه زلر            | ۴        | ۴                | ۱۹۵۸، ۱۹۶۲، ۱۹۶۶، ۱۹۷۰       | [ fp ۳۲ ]                               |
| کامرون              | ریگوبرت سانگ        | ۴        | ۴                | ۱۹۹۴، ۱۹۹۸، ۲۰۰۲، ۲۰۱۰       | [ fp ۳۳ ]                               |
| بلژیک               | فرانکی فن در الست   | ۴        | ۴                | ۱۹۸۶، ۱۹۹۰، ۱۹۹۴، ۱۹۹۸       | [ fp ۳۴ ]                               |
| لهستان              | ووادیسواف ژمودا     | ۴        | ۴                | ۱۹۷۴، ۱۹۷۸، ۱۹۸۲، ۱۹۸۶       | [ fp ۳۵ ]                               |
| اسپانیا             | آندونی زوبیزارتا    | ۴        | ۴                | ۱۹۸۶، ۱۹۹۰، ۱۹۹۴، ۱۹۹۸       | [ fp ۳۶ ]                               |
| عربستان سعودی       | محمد الدعیع         | ۴        | ۳                | ۱۹۹۴، ۱۹۹۸، ۲۰۰۲، (۲۰۰۶)     | [ fp ۳۷ ] [ fs ۲ ]                      |
| انگلستان            | بابی چارلتون        | ۴        | ۳                | (۱۹۵۸)، ۱۹۶۲، ۱۹۶۶، ۱۹۷۰     | [ fp ۳۸ ] [ fs ۳ ]                      |
| اسپانیا             | فرناندو ئیه‌رو       | ۴        | ۳                | (۱۹۹۰)، ۱۹۹۴، ۱۹۹۸، ۲۰۰۲     | [ fp ۳۹ ] [ fs ۴ ]                      |
| کرهٔ جنوبی           | هوانگ سان-هونگ      | ۴        | ۳                | ۱۹۹۰، ۱۹۹۴، (۱۹۹۸)، ۲۰۰۲     | [ fp ۴۰ ] [ fs ۵ ]                      |
| کرهٔ جنوبی           | لی وون جائه         | ۴        | ۳                | ۱۹۹۴، ۲۰۰۲، ۲۰۰۶، (۲۰۱۰)     | [ fp ۴۱ ] [ fs ۶ ]                      |
| اسکاتلند            | جیم لایتون          | ۴        | ۳                | (۱۹۸۲)، ۱۹۸۶، ۱۹۹۰، ۱۹۹۸     | [ fp ۴۲ ] [ fs ۷ ]                      |
| آلمان               | سپ مایر             | ۴        | ۳                | (۱۹۶۶)، ۱۹۷۰، ۱۹۷۴، ۱۹۷۸     | [ fp ۴۳ ] [ fs ۸ ]                      |
| ایالات متحده آمریکا | کلودیو رینا         | ۴        | ۳                | (۱۹۹۴)، ۱۹۹۸، ۲۰۰۲، ۲۰۰۶     | [ fp ۴۴ ] [ fs ۹ ]                      |
| برزیل               | رونالدو             | ۴        | ۳                | (۱۹۹۴)، ۱۹۹۸، ۲۰۰۲، ۲۰۰۶     | [ fp ۴۵ ] [ fs ۱۰ ]                     |
| برزیل               | نیلتون سانتوس       | ۴        | ۳                | (۱۹۵۰)، ۱۹۵۴، ۱۹۵۸، ۱۹۶۲     | [ fp ۴۶ ] [ fs ۱۱ ]                     |
| بلژیک               | مارک ویلموتس        | ۴        | ۳                | (۱۹۹۰)، ۱۹۹۴، ۱۹۹۸، ۲۰۰۲     | [ fp ۴۷ ] [ fs ۱۲ ]                     |
| اتحاد جماهیر شوروی  | لو یاشین            | ۴        | ۳                | ۱۹۵۸، ۱۹۶۲، ۱۹۶۶، (۱۹۷۰)     | [ fp ۴۸ ] [ fs ۱۳ ]                     |
| بلغارستان           | دوبرومیر ژچیف       | ۴        | ۳                | ۱۹۶۲، ۱۹۶۶، ۱۹۷۰، (۱۹۷۴)     | [ fp ۴۹ ] [ fs ۱۴ ]                     |
| ایتالیا             | دینو زوف            | ۴        | ۳                | (۱۹۷۰)، ۱۹۷۴، ۱۹۷۸، ۱۹۸۲     | [ fp ۵۰ ] [ fs ۱۵ ]                     |
| ایتالیا             | انریکو آلبرتوسی     | ۴        | ۲                | (۱۹۶۲)، ۱۹۶۶، ۱۹۷۰، (۱۹۷۴)   | [ fp ۵۱ ] [ fs ۱۶ ] [ fs ۱۷ ]           |
| آلمان               | الیور کان           | ۴        | ۲                | (۱۹۹۴)، (۱۹۹۸)، ۲۰۰۲، ۲۰۰۶   | [ fp ۵۲ ] [ fs ۱۸ ] [ fs ۱۹ ]           |
| ژاپن                | یوشیکاتسو کاواگوچی  | ۴        | ۲                | ۱۹۹۸، (۲۰۰۲)، ۲۰۰۶، (۲۰۱۰)   | [ fp ۵۳ ] [ fs ۲۰ ] [ fs ۲۱ ]           |
| ایالات متحده آمریکا | کیسی کلر            | ۴        | ۲                | (۱۹۹۰)، ۱۹۹۸، (۲۰۰۲)، ۲۰۰۶   | [ fp ۵۴ ] [ fs ۲۲ ] [ fs ۲۳ ]           |
| برزیل               | امرسون لئو          | ۴        | ۲                | (۱۹۷۰)، ۱۹۷۴، ۱۹۷۸، (۱۹۸۶)   | [ fp ۵۵ ] [ fs ۲۴ ] [ fs ۲۵ ]           |
| استرالیا            | مارک میلیگان        | ۴        | ۲                | (۲۰۰۶)، (۲۰۱۰)، ۲۰۱۴، ۲۰۱۸   | [ fp ۵۶ ]                               |
| مکزیک               | گیرمو اوچوا         | ۴        | ۲                | (۲۰۰۶)، (۲۰۱۰)، ۲۰۱۴، ۲۰۱۸   | [ fp ۵۷ ]                               |
| کامرون              | ژاک سونگو-او        | ۴        | ۲                | (۱۹۹۰)، ۱۹۹۴، ۱۹۹۸، (۲۰۰۲)   | [ fp ۵۸ ] [ fs ۲۶ ] [ fs ۲۷ ]           |
| برزیل               | کارلوس ژوزه کاستیلو | ۴        | ۱                | (۱۹۵۰)، ۱۹۵۴، (۱۹۵۸)، (۱۹۶۲) | [ fp ۵۹ ] [ fs ۱۱ ] [ fs ۲۸ ] [ fs ۲۹ ] |
| ژاپن                | سیگو نارازاکی       | ۴        | ۱                | (۱۹۹۸)، ۲۰۰۲، (۲۰۰۶)، (۲۰۱۰) | [ fp ۶۰ ] [ fs ۳۰ ] [ fs ۳۱ ] [ fs ۲۱ ] |
| اسپانیا             | پپه رینا            | ۴        | ۱                | (۲۰۰۶)، (۲۰۱۰)، ۲۰۱۴، (۲۰۱۸) | [ fp ۶۱ ]                               |

1. ↑  نام پررنگ نشان‌دهندهٔ بازیکنی است که هنوز در سطح بین‌المللی فعال است.
2. ↑  تعداد تورنمنت‌هایی که بازیکن در ترکیب تیم بوده
3. ↑  تعداد تورنمنت‌هایی که بازیکن حداقل در یک مسابقهٔ آن بازی کرده
4. ↑  سال‌ها در داخل پرانتز نشان می‌دهد که این بازیکن بخشی از تیم بود امنبتبفف
ا در هیچ مسابقه‌ای بازی نکرد.

## بازی‌ها
بازیکنان زیر حداقل ۱۵ بازی در جام‌های جهانی انجام دادند
| تیم       | بازیکن              | بازی‌ها | تورنمنت‌ها            |
| --------- | ------------------- | ------ | -------------------- |
| آرژانتین  | لیونل مسی           | ۲۶     | ۲۰۰۶، ۱۰، ۱۴، ۱۸، ۲۲ |
| آلمان     | لوتار ماتئوس        | ۲۵     | ۱۹۸۲، ۸۶، ۹۰، ۹۴، ۹۸ |
| آلمان     | میروسلاو کلوزه      | ۲۴     | ۲۰۰۲، ۰۶، ۱۰، ۱۴     |
| ایتالیا   | پائولو مالدینی      | ۲۳     | ۱۹۹۰، ۹۴، ۹۸، ۰۲     |
| پرتغال    | کریستیانو رونالدو   | ۲۲     | ۲۰۰۶، ۱۰، ۱۴، ۱۸، ۲۲ |
| فرانسه    | هوگو لوریس          | ۲۲     | ۱۰، ۱۴، ۱۸، ۲۲       |
| آرژانتین  | دیگو مارادونا       | ۲۱     | ۱۹۸۲، ۸۶، ۹۰، ۹۴     |
| آلمان     | اووه زلر            | ۲۱     | ۱۹۵۸، ۶۲، ۶۶، ۷۰     |
| لهستان    | ووادیسواف ژمودا     | ۲۱     | ۱۹۷۴، ۷۸، ۸۲، ۸۶     |
| آلمان     | مانوئل نویر         | ۲۰     | ۱۰، ۱۴، ۱۸، ۲۲       |
| برزیل     | کافو                | ۲۰     | ۱۹۹۴، ۹۸، ۰۲، ۰۶     |
| آلمان     | فیلیپ لام           | ۲۰     | ۲۰۰۶، ۱۰، ۱۴         |
| لهستان    | گژگوش لاتو          | ۲۰     | ۱۹۷۴، ۷۸، ۸۲         |
| آرژانتین  | خاویر ماسچرانو      | ۲۰     | ۲۰۰۶، ۱۰، ۱۴، ۱۸     |
| آلمان     | باستیان شواینشتایگر | ۲۰     | ۲۰۰۶، ۱۰، ۱۴         |
| آلمان     | توماس مولر          | ۱۹     | ۱۰، ۱۴، ۱۸، ۲۲       |
| مکزیک     | رافائل مارکز        | ۱۹     | ۲۰۰۲، ۰۶، ۱۰، ۱۴، ۱۸ |
| آلمان     | پر مرته‌ساکر         | ۱۹     | ۲۰۰۶، ۱۰، ۱۴         |
| آلمان     | ولفگانگ اویرات      | ۱۹     | ۱۹۶۶، ۷۰، ۷۴         |
| برزیل     | رونالدو             | ۱۹     | ۱۹۹۸، ۰۲، ۰۶         |
| آلمان     | کارل-هاینتس رومنیگه | ۱۹     | ۱۹۷۸، ۸۲، ۸۶         |
| آلمان     | برتی فوگتس          | ۱۹     | ۱۹۷۰، ۷۴، ۷۸         |
| آلمان     | فرانتس بکن‌باوئر     | ۱۸     | ۱۹۶۶، ۷۰، ۷۴         |
| آلمان     | توماس برتهولد       | ۱۸     | ۱۹۸۶، ۹۰، ۹۴         |
| ایتالیا   | آنتونیو کابرینی     | ۱۸     | ۱۹۷۸، ۸۲، ۸۶         |
| ایتالیا   | فابیو کاناوارو      | ۱۸     | ۱۹۹۸، ۰۲، ۰۶، ۱۰     |
| برزیل     | دونگا               | ۱۸     | ۱۹۹۰، ۹۴، ۹۸         |
| آرژانتین  | ماریو کمپس          | ۱۸     | ۱۹۷۴، ۷۸، ۸۲         |
| آلمان     | پیر لیتبارسکی       | ۱۸     | ۱۹۸۲، ۸۶، ۹۰         |
| آلمان     | سپ مایر             | ۱۸     | ۱۹۷۰، ۷۴، ۷۸         |
| ایتالیا   | گائتانو شیره‌آ       | ۱۸     | ۱۹۷۸، ۸۲، ۸۶         |
| برزیل     | کلودیو تافارل       | ۱۸     | ۱۹۹۰، ۹۴، ۹۸         |
| فرانسه    | فابین بارتز         | ۱۷     | ۱۹۹۸، ۰۲، ۰۶         |
| اسپانیا   | ایکر کاسیاس         | ۱۷     | ۲۰۰۲، ۰۶، ۱۰، ۱۴     |
| فرانسه    | تیری آنری           | ۱۷     | ۱۹۹۸، ۰۲، ۰۶، ۱۰     |
| آلمان     | یورگن کلینزمن       | ۱۷     | ۱۹۹۰، ۹۴، ۹۸         |
| برزیل     | لوسیو               | ۱۷     | ۲۰۰۲، ۰۶، ۱۰         |
| اسپانیا   | سرخیو راموس         | ۱۷     | ۲۰۰۶، ۱۰، ۱۴، ۱۸     |
| برزیل     | روبرتو کارلوس       | ۱۷     | ۱۹۹۸، ۰۲، ۰۶         |
| آلمان     | کارل-هاینتس شنلینگر | ۱۷     | ۱۹۵۸، ۶۲، ۶۶، ۷۰     |
| بلژیک     | انزو شیفو           | ۱۷     | ۱۹۸۶، ۹۰، ۹۴، ۹۸     |
| انگلستان  | پیتر شیلتون         | ۱۷     | ۱۹۸۲، ۸۶، ۹۰         |
| هلند      | وسلی اسنایدر        | ۱۷     | ۲۰۰۶، ۱۰، ۱۴         |
| هلند      | رابین فن پرسی       | ۱۷     | ۲۰۰۶، ۱۰، ۱۴         |
| ایتالیا   | دینو زوف            | ۱۷     | ۱۹۷۴، ۷۸، ۸۲         |
| ایتالیا   | روبرتو باجو         | ۱۶     | ۱۹۹۰، ۹۴، ۹۸         |
| ایتالیا   | جوزپه برگومی        | ۱۶     | ۱۹۸۲، ۸۶، ۹۰، ۹۸     |
| لهستان    | زبیگنیف بونیک       | ۱۶     | ۱۹۷۸، ۸۲، ۸۶         |
| آلمان     | آندریاس برمه        | ۱۶     | ۱۹۸۶، ۹۰، ۹۴         |
| بلژیک     | یان کولمانس         | ۱۶     | ۱۹۸۲، ۸۶، ۹۰         |
| برزیل     | جرزینیو             | ۱۶     | ۱۹۶۶، ۷۰، ۷۴         |
| آلمان     | مسعود اوزیل         | ۱۶     | ۲۰۱۰، ۱۴، ۱۸         |
| اروگوئه   | فرناندو موسلرا      | ۱۶     | ۲۰۱۰، ۱۴، ۱۸         |
| آرژانتین  | اسکار روجری         | ۱۶     | ۱۹۸۶، ۹۰، ۹۴         |
| برزیل     | گیلبرتو سیلوا       | ۱۶     | ۲۰۰۲، ۰۶، ۱۰         |
| فرانسه    | لیلیان تورام        | ۱۶     | ۱۹۹۸، ۰۲، ۰۶         |
| اسپانیا   | آندونی زوبیزارتا    | ۱۶     | ۱۹۸۶، ۹۰، ۹۴، ۹۸     |
| بلژیک     | فرانکی فن در الست   | ۱۶     | ۱۹۸۶، ۹۰، ۹۴، ۹۸     |
| کرهٔ جنوبی | هونگ میونگ-بو       | ۱۶     | ۱۹۹۰، ۹۴، ۹۸، ۰۲     |
| برزیل     | ببتو                | ۱۵     | ۱۹۹۰، ۹۴، ۹۸         |
| فرانسه    | ماکسیم بوسیس        | ۱۵     | ۱۹۷۸، ۸۲، ۸۶         |
| برزیل     | دیدی                | ۱۵     | ۱۹۵۴، ۵۸، ۶۲         |
| هلند      | درک کویت            | ۱۵     | ۲۰۰۶، ۱۰، ۱۴         |
| برزیل     | نیلتون سانتوس       | ۱۵     | ۱۹۵۴، ۵۸، ۶۲         |
| آلمان     | لوکاس پودولسکی      | ۱۵     | ۲۰۰۶، ۱۰، ۱۴         |
| هلند      | آرین روبن           | ۱۵     | ۲۰۰۶، ۱۰، ۱۴         |
| برزیل     | روبرتو ریولینو      | ۱۵     | ۱۹۷۰، ۷۴، ۷۸         |
| آلمان     | هانس شیفر           | ۱۵     | ۱۹۵۴، ۵۸، ۶۲         |
| آلمان     | رودی فولر           | ۱۵     | ۱۹۸۶، ۹۰، ۹۴         |
| اسپانیا   | ژاوی هرناندز        | ۱۵     | ۲۰۰۲، ۰۶، ۱۰، ۱۴     |

1. ↑  نام پررنگ نشان‌دهندهٔ بازیکنی است که هنوز در سطح بین‌المللی فعال است.

### وبگاه فیفا
نمایهٔ بازیکنان
1. ↑  Lionel Messi –در فیفا
2. ↑  Antonio Carbajal –در فیفا
3. ↑  Lothar Matthäus –در فیفا
4. ↑  Rafael Márquez –در فیفا
5. ↑  Sami Al-Jaber –در فیفا
6. ↑  DaMarcus Beasley –در فیفا
7. ↑  Valon Behrami –در فیفا
8. ↑  Giuseppe Bergomi –در فیفا
9. ↑  Cafu –در فیفا
10. ↑  Tim Cahill –در فیفا
11. ↑  Denis Caniza –در فیفا
12. ↑  Fabio Cannavaro –در فیفا
13. ↑  Iker Casillas –در فیفا
14. ↑  Samuel Etoo –در فیفا
15. ↑  Andrés Guardado –در فیفا
16. ↑  Thierry Henry –در فیفا
17. ↑  Xavi –در فیفا
18. ↑  Hong Myung-Bo –در فیفا
19. ↑  Andrés Iniesta –در فیفا
20. ↑  Miroslav Klose –در فیفا
21. ↑  Paolo Maldini –در فیفا
22. ↑  Diego Maradona –در فیفا
23. ↑  Javier Mascherano –در فیفا
24. ↑  Pelé –در فیفا
25. ↑  Sergio Ramos –در فیفا
26. ↑  Gianni Rivera –در فیفا
27. ↑  Pedro Rocha –در فیفا
28. ↑  Cristiano Ronaldo –در فیفا
29. ↑  Djalma Santos –در فیفا
30. ↑  Karl-Heinz Schnellinger –در فیفا
31. ↑  Enzo Scifo –در فیفا
32. ↑  Uwe Seeler –در فیفا
33. ↑  Rigobert Song –در فیفا
34. ↑  Franky Van Der Elst –در فیفا
35. ↑  Władysław Żmuda –در فیفا
36. ↑  Andoni Zubizarreta –در فیفا
37. ↑  Mohamed Al-Deayea –در فیفا
38. ↑  Bobby Charlton –در فیفا
39. ↑  Fernando Hierro –در فیفا
40. ↑  Hwang Sun-Hong –در فیفا
41. ↑  Lee Woon-Jae –در فیفا
42. ↑  Jim Leighton –در فیفا
43. ↑  Sepp Maier –در فیفا
44. ↑  Claudio Reyna –در فیفا
45. ↑  Ronaldo –در فیفا
46. ↑  Nílton Santos –در فیفا
47. ↑  Marc Wilmots –در فیفا
48. ↑  Lev Yashin –در فیفا
49. ↑  Dobromir Zhechev –در فیفا
50. ↑  Dino Zoff –در فیفا
51. ↑  Enrico Albertosi –در فیفا
52. ↑  Oliver Kahn –در فیفا
53. ↑  Yoshikatsu Kawaguchi –در فیفا
54. ↑  Kasey Keller –در فیفا
55. ↑  Leão –در فیفا
56. ↑  Mark Milligan –در فیفا
57. ↑  Guillermo Ochoa –در فیفا
58. ↑  O Jacques Songo –در فیفا
59. ↑  Castilho –در فیفا
60. ↑  Seigo Narazaki –در فیفا
61. ↑  Pepe Reina –در فیفا

فهرست ترکیب‌های جام جهانی
1. 1 2 3  "Portugal v Spain 2018". Archived from the original on June 12, 2018.
2. ↑  "Saudi Arabia 2006". Archived from the original on December 20, 2013.
3. ↑  "England 1958". Archived from the original on December 27, 2013.
4. ↑  "Spain 1990". Archived from the original on December 27, 2013.
5. ↑  "Korea Rep 1998". Archived from the original on December 26, 2013.
6. ↑  "Korea Rep 2010". Archived from the original on December 21, 2013.
7. ↑  "Scotland 1982". Archived from the original on December 26, 2013.
8. ↑  "FR Germany 1966". Archived from the original on December 25, 2013.
9. ↑  "USA 1994". Archived from the original on December 26, 2013.
10. ↑  "Brazil 1994". Archived from the original on December 26, 2013.
11. 1 2  "Brazil 1950". Archived from the original on December 23, 2013.
12. ↑  "Belgium 1990". Archived from the original on December 27, 2013.
13. ↑  "Soviet Union 1970". Archived from the original on December 26, 2013.
14. ↑  "Bulgaria 1974". Archived from the original on December 25, 2013.
15. ↑  "Italy 1970". Archived from the original on December 26, 2013.
16. ↑  "Italy 1962". Archived from the original on December 26, 2013.
17. ↑  "Italy 1974". Archived from the original on December 25, 2013.
18. ↑  "Germany 1994". Archived from the original on June 6, 2014.
19. ↑  "Germany 1998". Archived from the original on June 6, 2014.
20. ↑  "Japan 2002". Archived from the original on December 25, 2013.
21. 1 2  "Japan 2010". Archived from the original on December 21, 2013.
22. ↑  "USA 1990". Archived from the original on December 27, 2013.
23. ↑  "USA 2002". Archived from the original on December 25, 2013.
24. ↑  "Brazil 1970". Archived from the original on December 26, 2013.
25. ↑  "Brazil 1986". Archived from the original on December 26, 2013.
26. ↑  "Cameroon 1990". Archived from the original on December 27, 2013.
27. ↑  "Cameroon 2002". Archived from the original on December 25, 2013.
28. ↑  "Brazil 1958". Archived from the original on December 27, 2013.
29. ↑  "Brazil 1962". Archived from the original on December 26, 2013.
30. ↑  "Japan 1998". Archived from the original on December 26, 2013.
31. ↑  "Japan 2006". Archived from the original on December 20, 2013.

رده‌بندی بازیکنان بر اساس بازی‌های جام جهانی
1. ↑  "FIFA World Cup Record: Players". FIFA.com. Archived from the original on October 20, 2007. Retrieved 21 June 2014.

ترکیب بازی‌های جام جهانی ۲۰۱۸
1. 1 2  "Argentina v Iceland 2018". Archived from the original on June 12, 2018.
2. ↑  "Mexico 2018". Archived from the original on May 28, 2018.
3. ↑  "Brazil v Switzerland". Archived from the original on June 12, 2018.
4. ↑  "Australia v Peru". Archived from the original on June 12, 2018.
5. ↑  "Mexico v Germany". Archived from the original on June 12, 2018.